# Benátská Albánie
Benátská Albánie (benátsky Albania vèneta, italsky Albania Veneta, černohorsky Mletačka Albanija, albánsky Arbëria Venedikase) bylo označení pro domény Benátské republiky na jaderském pobřeží, které existovaly v letech 1392–1797, a jež se nacházely na území dnešní Černé Hory a Albánie. Území kontrolované na Jadranu Benátčany se velmi proměňovalo, ale ze strategických důvodů si Benátky některé základny v oblasti udržovaly čtyři století až do úplného konce Benátské republiky. Strategický význam měl především záliv Boka Kotorská, který námořní republika držela nepřetržitě po celou dobu svého působení na Balkáně.
V 15. století byly benátské državy v dnešní Albánii ztraceny na úkor Osmanské říše, včetně města Drač. Během albánského povstání proti Osmanům v letech 1432–1436 Albánci nabídli Benátkám, že se jim podrobí a postoupí další území, pokud jim v povstání pomohou. Benátky však odmítly v obavě, že by tím ohrozily své obchodní zájmy.
Po zániku Benátské republiky se její území na jaderském pobřeží stalo – na základě smlouvy z Campo Formio – součástí Habsburské monarchie. Stopy benátské kultury jsou nejsilnější ve městech Kotor, Risan, Perast, Tivat, Herceg Novi, Budva nebo Sutomore.